# Leo Lis
Leo Lis (* 10. Mai 1924 in Beuthen; † 20. September 1969 in Berlin) wurde bei einem Fluchtversuch an der Berliner Mauer erschossen.
Der 45-jährige Melker aus dem Kreis Kamenz versuchte am Abend des 20. September 1969, im Bereich des Nordbahnhofs die Sektorengrenze von Ost- nach West-Berlin zu überqueren. Er hatte bereits mehrere Sperranlagen überwunden, als er gegen 20 Uhr von Grenzposten entdeckt und beschossen wurde. Es gelang ihm noch, den Kolonnenweg, den Kontrollstreifen und die Panzerhöcker zu passieren, bevor ihn schließlich eine von insgesamt 78 Kugeln in die Brust traf. Er starb noch vor seinem Abtransport.